# Phytoplasma pini
Phytoplasma pini es una especie de bacteria perteneciente a la familia Acholeplasmataceae.

## Descripción
Parásito de las coníferas del género Pinus, distribuido por Europa. Sobrevive en el interior de las células de la planta provocando un crecimiento anómalo en forma de masas espesas de ramas y hojas conocidas popularmente como escobas de bruja.